# Borsod-Abaúj-Zemplén vármegyei 3. sz. országgyűlési egyéni választókerület
A Borsod-Abaúj-Zemplén vármegyei 3. számú országgyűlési egyéni választókerület egyike annak a 106 választókerületnek, amelyre a 2011. évi CCIII. törvény Magyarország területét felosztja, és amelyben a választópolgárok egy-egy országgyűlési képviselőt választhatnak. A választókerület nevének szabványos rövidítése: Borsod-Abaúj-Zemplén 03. OEVK. Székhelye: Ózd

## Területe
A választókerület az alábbi településeket foglalja magába:
1. Aggtelek
2. Alsószuha
3. Alsótelekes
4. Arló
5. Bánréve
6. Becskeháza
7. Bódvalenke
8. Bódvarákó
9. Bódvaszilas
10. Borsodbóta
11. Borsodnádasd
12. Borsodszentgyörgy
13. Bükkmogyorósd
14. Csernely
15. Csokvaomány
16. Domaháza
17. Dövény
18. Dubicsány
19. Égerszög
20. Farkaslyuk
21. Felsőkelecsény
22. Felsőnyárád
23. Felsőtelekes
24. Gömörszőlős
25. Hangony
26. Hét
27. Hidvégardó
28. Imola
29. Jákfalva
30. Járdánháza
31. Jósvafő
32. Kánó
33. Kelemér
34. Királd
35. Kissikátor
36. Komjáti
37. Kurityán
38. Lénárddaróc
39. Martonyi
40. Nekézseny
41. Ormosbánya
42. Ózd
43. Perkupa
44. Putnok
45. Ragály
46. Rudabánya
47. Sajógalgóc
48. Sajókaza
49. Sajómercse
50. Sajónémeti
51. Sajópüspöki
52. Sajóvelezd
53. Sáta
54. Serényfalva
55. Szalonna
56. Szendrő
57. Szin
58. Szinpetri
59. Szögliget
60. Szőlősardó
61. Szuhafő
62. Szuhogy
63. Teresztenye
64. Tornakápolna
65. Tornanádaska
66. Tornaszentandrás
67. Trizs
68. Uppony
69. Varbóc
70. Zádorfalva
71. Zubogy

## Országgyűlési képviselője
| Név       | Párt                                         | Párt        | Terminus | Megjegyzés                                   |
| --------- | -------------------------------------------- | ----------- | -------- | -------------------------------------------- |
| Riz Gábor |                                              | Fidesz-KDNP | 2014 –   | A 2014-es országgyűlési választás eredménye: |
| Riz Gábor | A 2018-as országgyűlési választás eredménye: | Fidesz-KDNP | 2014 –   |                                              |
| Riz Gábor | A 2022-es országgyűlési választás eredménye: | Fidesz-KDNP | 2014 –   |                                              |

## Demográfiai profilja
| Iskolai végzettség                | Iskolai végzettség               | Iskolai végzettség | Iskolai végzettség | Iskolai végzettség |
| --------------------------------- | -------------------------------- | ------------------ | ------------------ | ------------------ |
|                                   |                                  |                    |                    | fő                 |
| Általános iskolát nem végezte el  | Általános iskolát nem végezte el |                    | 3577               | 3577               |
| Általános iskola                  | Általános iskola                 |                    | 20964              | 20964              |
| Szakmunkás                        | Szakmunkás                       |                    | 18400              | 18400              |
| Érettségi                         | Érettségi                        |                    | 18254              | 18254              |
| Diploma                           | Diploma                          |                    | 6190               | 6190               |
| A 2022. évi népszámlálás szerint. |                                  |                    |                    |                    |

A Borsod-Abaúj-Zemplén vármegyei 3. sz. választókerület lakónépessége 2022. október 1-jén 87 070 fő volt. A 2011-es és a 2022-es népszámlálás között 9235 fővel csökkent a választókerület lakosság száma. A választókerületben a korösszetétel alapján a legtöbben a középkorúak élnek 27 931 fővel, míg a legkevesebben az időskorúak 15 656 fővel. A választókerület lakosságának a 79,9%-nál van internet elérési lehetőség.
A legmagasabb befejezett iskolai végzettség szerint az általános iskolai végzettséggel rendelkezők élnek a legtöbben 20 964 fő, utánuk a következő nagy csoport a szakmunkások 18 254 fővel.
Gazdasági aktivitás szerint a lakosság közel fele foglalkoztatott 33 475 fő, második legjelentősebb csoport az inaktív keresők, akik főleg nyugdíjasok 22 956 fővel.
A választókerület legjelentősebb nemzetiségi csoportja a cigány 5868 fő, illetve a  342 fő. Magyar állampolgársággal nem rendelkező külföldi állampolgárok aránya 0,6%.
Vallási összetétel szerint a választókerületben lakók legnagyobb vallása a római katolikus (22 735 fő), valamint jelentős közösség még a reformátusok (8074 fő). A vallási közösséghez nem tartozók száma szintén jelentős (8347 fő), a választókerületben a második legnagyobb csoport a római katolikus vallás után.

## Országgyűlési választások
| Párt                             | Párt                   | Jelölt                 | Szavazatok | %     | ± %   |
| -------------------------------- | ---------------------- | ---------------------- | ---------- | ----- | ----- |
|                                  | Fidesz-KDNP            | Riz Gábor              | 20 623     | 48,1  | 10,34 |
|                                  | Jobbik                 | Farkas Péter Barnabás  | 15 744     | 36,72 | 7,08  |
|                                  | DK                     | Varga Gergő            | 3441       | 8,03  | 16,73 |
|                                  | LMP                    | Koleszár István        | 1170       | 2,73  | 1,24  |
|                                  | Munkáspárt             | Kónya Béla             | 488        | 1,14  | 0,02  |
|                                  | Momentum               | Kovács József          | 576        | 1,05  | Új    |
|                                  | Együtt                 | Báder József           | 147        | 0,34  | 24,42 |
|                                  | Egyéb pártok           |                        | 813        | 1,81  | 1,24  |
| Megjelent                        | Megjelent              | Megjelent              | 43 677     | 58,69 | 5,11  |
| Választópolgárok száma           | Választópolgárok száma | Választópolgárok száma | 74 423     | 100   | 4,14  |
| A Fidesz-KDNP tartja a körzetet. |                        |                        |            |       |       |

| Párt                                | Párt                   | Jelölt                 | Szavazatok | %     |
| ----------------------------------- | ---------------------- | ---------------------- | ---------- | ----- |
|                                     | Fidesz-KDNP            | Riz Gábor              | 15 473     | 37,76 |
|                                     | Jobbik                 | Egyed Zsolt            | 12 148     | 29,64 |
|                                     | Összefogás             | Nyakó István           | 10 146     | 24,76 |
|                                     | LMP                    | Szilágyi Imre          | 612        | 1,49  |
|                                     | Munkáspárt             | Kónya Béla             | 474        | 1,16  |
|                                     | Szociáldemokraták      | Gál József             | 341        | 0,83  |
|                                     | Egyéb pártok           |                        | 1499       | 3,05  |
| Megjelent                           | Megjelent              | Megjelent              | 41 530     | 53,58 |
| Választópolgárok száma              | Választópolgárok száma | Választópolgárok száma | 77 515     | 100   |
| A Fidesz-KDNP nyeri meg a körzetet. |                        |                        |            |       |